# Tomás Villalba
Tomás Villalba Albín (Dolores, actual departamento de Soriano, 9 de diciembre de 1805 - Montevideo, 12 de julio de 1886) fue un político y hombre de negocios uruguayo.
Hijo de Antonio Villalba y Cova y de Bartolina de Albín y Olmos de Aguilera.
Partidario de Manuel Oribe en su juventud, acompañó a este en el Gobierno "del Cerrito", siendo nombrado Comandante Militar de Soriano. Fue Jefe Político y de Policía de Colonia y luego de Soriano entre 1852 y 1853, para pasar a serlo de Cerro Largo al año siguiente. En el campo de la administración financiera fue Contador General de la Nación entre 1855 y 1858 y Ministro de Hacienda durante la presidencia de Bernardo Prudencio Berro, entre 1860 y 1861. En esta época fue —junto a Adolfo Pedralbes y a Arséne Isabelle— uno de los impulsores de la adopción del sistema métrico decimal como sistema de pesas y medidas del país, en sustitución del antiguo sistema español de medidas, lo cual se cristalizó con la promulgación de la ley n.° 714 de 20 de mayo de 1862.
Poco más tarde, en 1863, fue elegido para el Senado, el que presidía el 15 de febrero de 1865, fecha de la finalización del mandato interino de Atanasio Cruz Aguirre, a quien sucedió como Presidente del Senado en ejercicio del Poder Ejecutivo.
En tales circunstancias, y hallándose la ciudad de Montevideo sitiada por las tropas del Imperio del Brasil y las del Gral. Venancio Flores -en el curso de la por él llamada "Cruzada Libertadora"-, buscó una salida negociada que  evitara a la capital el trance de pasar por circunstancias similares a las del asedio a Paysandú, en el mes de diciembre anterior. El acuerdo con los sitiadores se firmó el 19 de febrero de 1865 y significó la capitulación sin resistencia alguna de Montevideo, a la vez que su alejamiento del gobierno.
Se ha señalado que por las vinculaciones al alto comercio montevideano por parte de Tomás Villalba, este habría acelerado la solución del conflicto en el objetivo de proteger los intereses de aquel grupo, a quien perjudicaría ostensiblemente una resistencia a los sitiadores.

## Gabinete de gobierno
| Ministerio            | Nombre                  | Período |
| --------------------- | ----------------------- | ------- |
| Gobierno              | Juan P. Caravia         | 1865    |
| Relaciones Exteriores | Antonio de las Carreras | 1865    |
| Hacienda              | Eustaquio Tomé          | 1865    |
| Guerra y Marina       | Lorenzo Batlle          | 1865    |

| Predecesor: Atanasio Cruz Aguirre | Presidente de Uruguay 1865 | Sucesor: Venancio Flores |